# Arnoldas Saprykinas
Arnoldas Saprykinas (né le 14 juillet 1973 à Klaipėda,) est un coureur cycliste lituanien. Il évolue au niveau professionnel de 1999 à 2002. 
Son frère Valdemaras a également été coureur cycliste.

## Palmarès
- 1993
  - 3e étape de Barcelone-Montpellier
  - 2e du Tour de la Somme
  - 3e de Barcelone-Montpellier
- 1994
  - 2e du Tour de la Somme
- 1995
  - 7e étape de l'Olympia's Tour
  - Une étape du Tour de Rhénanie-Palatinat
- 1996
  - 2e des Boucles de la Loire
- 1997
  - Circuito Castelnovese
- 1998
  -  Champion de Lituanie sur route
  - Giro del Valdarno
  - Milan-Tortone
  - 2e du Circuito Castelnovese
  - 3e de la Coppa Giuseppe Romita
- 1999
  - 2e du championnat de Lituanie sur route
- 2000
  - 3e étape du Grande Prémio do Minho
- 2001
  - Clássica da Primavera
  - Clássica Matosinhos-Régua :
    - Classement général
    - 2e étape

## Résultats sur les grands tours

### Tour d'Espagne
1 participation
- 1999 : 89e